# Alvah A. Clark
Alvah Augustus Clark, född 13 september 1840 i Hunterdon County i New Jersey, död 27 december 1912 i Somerville i New Jersey, var en amerikansk politiker (demokrat). Han var ledamot av USA:s representanthus 1877–1881.
Clark efterträdde 1877 Robert Hamilton som kongressledamot och efterträddes 1881 av Henry S. Harris.